# Agathocles
Agathocles — бельгийская политически направленная грайндкор-группа, образованная в 1985 году. По словам Яна Фредерикса, хоть различные записи группы и имеют некоторые стилистические отличия, музыкальные композиции группы Agathocles — это Mincecore. Группа поддерживает различные общественные и рабочие движения социальной направленности.

## История
Музыкальный коллектив Agathocles был сформирован в 1985 году в бельгийском городе Мол  (англ.) с намерением играть Noisecore. В 1989 году для своей радиопередачи группу приглашал Джон Пил, однако Agathocles отказались считая это коммерческим ходом. Однако впоследствии, в 1996 году когда Бельгийская Национальная радиостанция пригласила группу выступить, Джон Пил прислал повторное приглашение и группа его приняла. В итоге в 1997 году был выпущен релиз с записями этого выступления.

## Концепция и идеология
По словам Яна Фредерикса, основой идеологии группы является автономия, равенство и борьба с любыми видами дискриминации. Идеология группы направлена против режима, работающего для определённой группы людей, группа выступает за такую систему, которая будет работать для каждого члена общества.

## Состав

### Настоящий состав
- Jan Frederickx — гитара, вокал
- Nils Laureys — ударные
- Bram Criekemans — бас

### Бывшие участники
Ударные
- Erwin (1985-90)
- Burt Beyens (1990—2002)
- Roel Tulleneers (2002—2007)

Гитара
- Jakke (1987-90)
- Guy (1989-90)
- Domingo Smets (1990-91)
- Chris (1991-92)
- Steve (1992-95)
- Matty Dupont (1995-98)
- Dirk Cuyks (1998—2007)

Бас
- Ronny (1987-89)
- Erwin (1991)
- Dirk (1991-92)
- Tony Schepkens (2007—2008)

## Дискография

### Альбомы
- 1990 — Suppose It Was You (Split with Drudge) 12"
- 1991 — Split with Lunatic Invasion 12"
- 1992 — Theatric Symbolisation of Life
- 1994 — Split with Averno
- 1994 — Black Clouds Determinate
- 1995 — Razor Sharp Daggers
- 1996 — Thanks for Your Hostility
- 1997 — Humarrogance
- 1997 — Robotized (Split with Depression)
- 1998 — Pressure (Split with Deadmocracy) 12"
- 1999 — To Serve… …to Protect
- 2001 — Superiority Overdose
- 2006 — Mincer[2]
- 2008 — Grind is Protest
- 2009 — Obey Their Rules
- 2011 — This Is Not A Threat, It's A Promise
- 2012 — Kanpai!!

### EP
- 1989 — If This Is Gore, What's Meat Then (Split with RiekBoois) 7"
- 1990 — Split with Disgorge 7"
- 1990 — Morally Wrong (Split with Violent Noise Attack) 7"
- 1990 — Fascination of Mutilation 7"
- 1990 — If This Is Cruel What's Vivisection Then? 7"
- 1990 — Agarchy 7"
- 1991 — Split with M.O.M 7"
- 1991 — Split with Smegma 7"
- 1991 — Traditional Rites (Split with Blood) 7"
- 1991 — Hail To Japan (Split with Psycho) 7"
- 1991 — Split with Putrid Offal 7"
- 1993 — Contra Las Multinacionales Asesinas Accion Directa (Split with Violent Headache) 7"
- 1993 — War Scars (Wplit with Kompost) 7"
- 1993 — Distrust And Abuse 7"
- 1993 — Who Shares The Guilt? (Split with Nasum) 7"
- 1994 — Split with Audiorrea 7"
- 1994 — Split with Patareni 7"
- 1994 — Pigs In Blue (Split with Plastic Grave) 7"
- 1994 — Provoked Behaviour (Split with Charred Remains A.K.A. Man Is The Bastard) 7"
- 1994 — Live In Mannheim Germany (Split with Nyctophobic) 7"
- 1994 — Is It Really Mine (Split with Punisher) 7"
- 1994 — Wiped From The Surface (Split with Rot) 7"
- 1995 — No Use… (Hatred) 7"
- 1995 — Screenfreak (Split with Carcass Grinder) 7"
- 1995 — Systemphobic (Split with Social Genocide) 7"
- 1996 — Back to 1987 7"
- 1996 — Bomb Brussels
- 1996 — Split with Krush 7"
- 1996 — Bastard Breed, We Don't Need! (Split with Vomit Fall) 10"
- 1996 — Cheers Mankind Cheers (Split with Präparation-H) 7"
- 1996 — A for Arrogance (Split with Autoritär) 7"
- 1996 — No Gain - Just Pain (Split with Unholy Grave) 7"
- 1997 — Mince-Mongers in Barna 7"
- 1997 — Cold as Ice (Split with PP7 Gaftzeb & the Calypso Queerleaders) 7"
- 1997 — Just Injust (Split with Shikabane) 7"
- 1997 — Stained (Split with Excruciating Terror) 7"
- 1997 — Society of Steel (Split with Abstain) 7"
- 1997 — Split with DxIxE 7"
- 1998 — Report (Split with Blood Suckers) 7"
- Split with ANTIKULT 7"
- 2012 — Split with Tydish